# 河本明子
河本明子（2月4日—）是日本東京都出身的女聲優。所屬事務所是ARTSVISION。

## 演出作品

### 電視動畫
1998年
- 魔法陣都市（機場廣播）

2001年
- 天使的尾巴（主播）
- 少年足球（繪梨）
- 漫畫派對（海之家店員、女孩 等）

2003年
- 自動機器人‧原子小金剛（エナ）

### OVA
- 超神姬彈凱撒3（なつき）
- 水色（小野崎清香）

### 遊戲
1997年
1998年
- 快打旋風ZERO3（倩咪、茱莉、茱妮）

1999年
- NOëL ～mission on the line～（西村知奈）

2001年
- 水色（小野崎清香）

2005年
- NAMCO x CAPCOM（倩咪、茱莉、茱妮）
- 120元之春 ¥120 Stories（秋子）

2006年
- 薩爾達傳說 黃昏公主（Midna）

2007年
- 魂之搖籃 侵蝕世界者（蕾娜）

### 特攝影集
- 鐵弋戰警（ビッキー）

## 外部連結
- 個人網誌－水母的蠢話 （页面存档备份，存于）（日語）
- 個人網誌－水母的蠢話（舊）（日語）
- ARTSVISION網頁上的官方Profile（日語）